# مايكل ويستون
مايكل ويستون (بالإنجليزية: Michael Weston)‏ هو ممثل أمريكي، ولد في 25 أكتوبر 1973 بنيويورك في الولايات المتحدة.

## أعمال

### أفلام
- (2000) كايوتي أجلي[4]
- (2002) هارتس وار[5]
- (2005) ذا دوكس اوف هازرد[6]
- (2009) جيمر[7][8]
- (2009)  فولت عالي[9]
- (2014) أتمنى لو كنت هنا[10]

### مسلسلات
- سكرابز
- هاواي فايف أو
- هاوس

## وصلات خارجية
- مايكل ويستون على موقع IMDb (الإنجليزية)
- مايكل ويستون على موقع ألو سيني (الفرنسية)
- مايكل ويستون على موقع أول موفي (الإنجليزية)
- مايكل ويستون على موقع قاعدة بيانات الأفلام السويدية (السويدية)
- مايكل ويستون على موقع قاعدة بيانات الفيلم (الإنجليزية)
- مايكل ويستون على موقع كينوبويسك (الروسية)